# Adriaen Coorte
Adriaen Coorte ou Adrian Coorte ou Adriaen Corte (vers 1665-1707) est un peintre hollandais de la période baroque du XVIIe siècle spécialisé dans la peinture de natures mortes.
Adriaen Coorte a été presque oublié pendant près de 200 ans après sa mort. Son travail n'est entré dans les collections publiques qu'au XXe siècle.
On sait peu de choses sur sa vie. On suppose qu'il a été formé par Melchior de Hondecoeter à Amsterdam. Il a ensuite travaillé comme peintre entre 1685 et 1707 dans la région de Middelbourg. Dans ses premiers travaux, on trouve des représentations avec des oiseaux et quelques peintures de vanité. Dans les œuvres ultérieures, Coorte préfère choisir des baies, des asperges ou des moules comme thèmes pour ses natures mortes. Ce faisant, il se limite généralement à quelques objets qui se caractérisent par une représentation particulièrement naturelle. Les deux tiers de son travail ont d'abord été créés sur papier puis transférés sur bois ou sur toile, une technique rarement utilisée de son vivant.

## Biographie

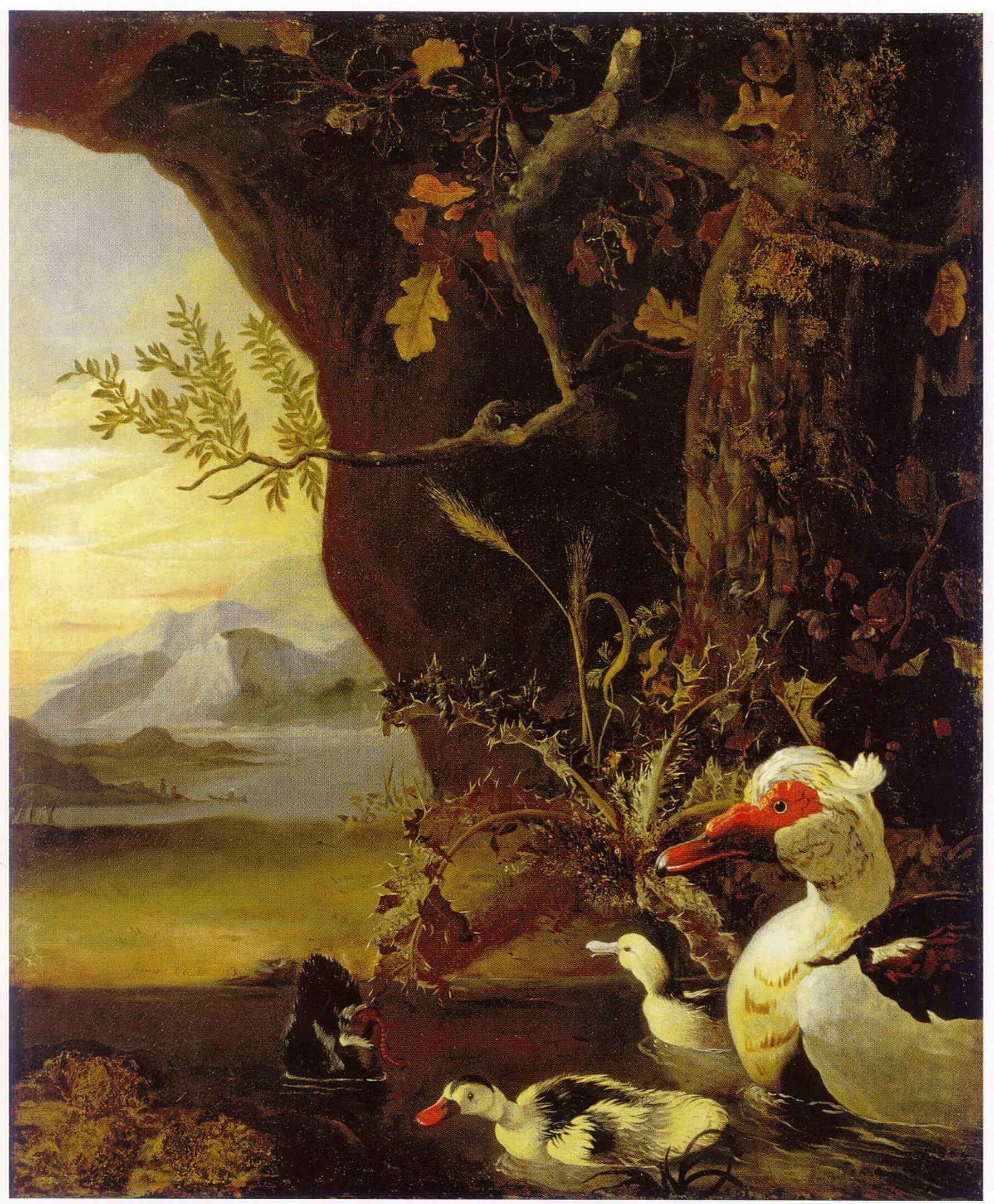
Paysage de montagne aux canards, 1683, Collection particulière.

On ne sait presque rien de la vie d'Adriaen Coorte. Il n'existe aucune information sur son lieu et sa date de naissance, ni sur la date et le lieu de sa mort. Il n'y a pas non plus d'information sur ses antécédents familiaux. La première mention documentaire connue se trouve dans les livres de la Guilde de Saint-Luc dans la ville néerlandaise de Middelbourg, où apparemment il vivait et travaillait, pour l'année 1695 ou 1696. Par la suite, la Guilde des peintres lui a infligé une amende pour avoir tenté de vendre des peintures sans affiliation avec la Guilde.
Peintre actif pendant les années 1683-1707 à Middelbourg, capitale de la province de Zélande, dans le sud des Pays-Bas, il a créé une centaine de tableaux entre 1683 et 1707. Des collectionneurs locaux ont acquis auprès de lui ses natures mortes.
Adriaen Coorte a été presque oublié pendant près de 200 ans après sa mort et seuls quelques collectionneurs privés connaissaient ses peintures. Son nom n'apparait qu'occasionnellement dans les documents de vente. Dans la littérature d'histoire de l'art, il est mentionné pour la première fois en 1881 par le Français Henry Havard, puis en 1889, par l'architecte hollandais Jan Adriaan Frederiks. Tous deux ont des œuvres de Coorte dans leurs collections et décrivent son travail dans des articles. En 1903, Arnoldus des Tombe de La Haye fait don de la Nature morte avec asperges (1697) au Rijksmuseum Amsterdam, donnant à un public plus large l'occasion de voir l'une de ses œuvres.
Jusqu'à la fin des années 1950, son nom n'apparaît guère dans les discussions sur l'art hollandais. Aujourd'hui, il est reconnu à juste titre comme un maître doué et original, dont les compositions éparses et soigneusement équilibrées sont très prisées. L'historien de l'art puis directeur du Musée de Dordrecht, Laurens J. Bol, publie pour la première fois un article détaillé sur le peintre en 1952. Après une rétrospective qui lui est consacrée en 1958 au musée de Dordrecht, dans laquelle 35 de ses œuvres sont présentées, Bol publie une monographie sur Adriaen Coorte en 1977, qui comprend un catalogue raisonné des peintures connues avec certitude. À l'occasion d'une rétrospective des œuvres de Coorte en 2008 au Mauritshuis de La Haye, un catalogue raisonné mis à jour et annoté par Quentin Buvelot est publié.
Il existe diverses hypothèses sur l'année de naissance d'Adriaen Coorte. Sur la base de son apprentissage présumé à Amsterdam de 1680 à 1683, l'historien de l'art Quentin Buvelot suppose une année de naissance possible dans la période 1660-1665. Fred G. Meijer du Rijksbureau voor Kunsthistorische Documentatie donne l'année de naissance « (vers) 1665 ». Les historiens de l'art arrivent également à des conclusions différentes sur l'origine du peintre. Un document de 1780 indique Flessingue comme son lieu d'origine. L'historien de l'art Arthur K. Wheelock voit la région d'origine d'Adriaen Coorte plus au sud, aux Pays-Bas espagnols. Selon les archives de l'historien de l'art Abraham Bredius, le nom d'Adriaen Coorte est mentionné à Middelbourg en 1665. Selon lui, il pourrait aussi s'agir du père de l'artiste. Un Johan Coorte est aussi mentionné en 1659 en tant que membre de la paroisse de Sluis.
Outre l'inscription dans les livres de la Guilde de Saint Luc, le fait que ses toiles aient été peintes aux XVIIe et XVIIIe siècles est noté presque exclusivement dans les inventaires et les documents de vente aux enchères de la province de Zélande. On suppose qu'Adriaen Coorte a suivi une formation de peintre auprès de Melchior d'Hondecoeter à Amsterdam de 1680 à 1683. La première œuvre connue de Coorte, Paysage de montagne avec des canards de 1683, est partiellement copiée de peintures de d'Hondecoeter. Ses œuvres datées remontent jusqu'en 1707. Étant donné que l'œuvre connue de l'artiste comprend un peu plus de 100 œuvres, on ne sait pas si Coorte a pu vivre de sa seule peinture ou s'il avait une autre profession. La première preuve d'une œuvre de Coorte vendue aux enchères date du 3 août 1713. Quentin Buvelot pense qu'il est possible qu'Adriaen Coorte soit encore en vie à cette époque, puisque la mort du peintre n'est pas mentionnée dans les documents de la vente aux enchères.

## Style et technique

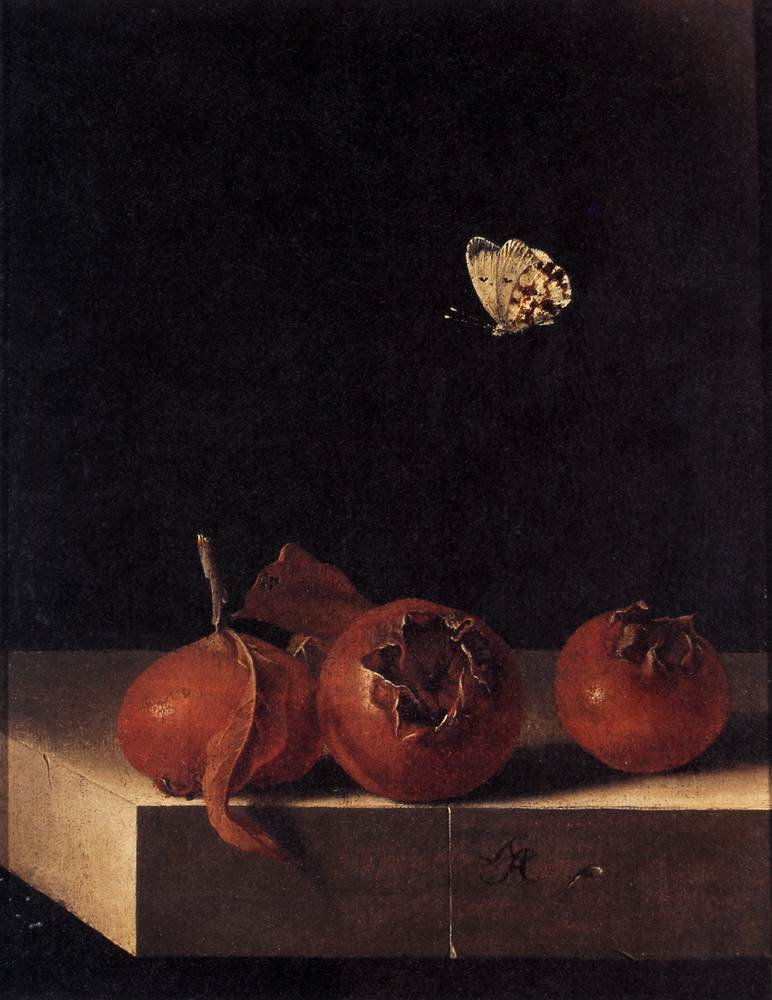
Trois nèfles et un papillon, vers 1696-1700, collection privée.

Dans la majorité de ses tableaux, Adriaen Coorte se limite à représenter quelques objets. Ses tableaux se caractérisent par une peinture fine et détaillée avec un éclairage habile. Du fait d'une représentation particulièrement naturelle, les objets paraissent presque réalistes. Parfois, cependant, on note des faiblesses dans la perspective. Cela est particulièrement évident dans certaines des tables en pierre et des pots en argile reproduits.
Adriaen Coortea peint environ les deux tiers de ses natures mortes sur papier. Pendant le processus de peinture ou immédiatement après l'achèvement, il fixe le papier sur du bois ou de la toile. Bien que l'on pense maintenant qu'il a fait ce travail lui-même, certaines preuves suggèrent que le transfert sur toile ou sur bois n'a peut-être pas été effectué avant le XIXe ou le XXe siècle, d'autant plus que cette technique dite du marouflage a été rarement utilisée aux XVIIe et XVIIIe siècles. Lors de la restauration du tableau Deux Pêches au papillon (1693-1695), après avoir séparé le papier du support en bois, une ancienne facture est apparue au dos du papier. Il est possible que Coorte ait également utilisé « du vieux papier » comme base pour d'autres peintures. Lors de la restauration de trois autres peintures en 2007, de petits trous ont également été découverts dans le papier, ce qui indique que le papier a été fixé pendant le processus de peinture.

## Thèmes

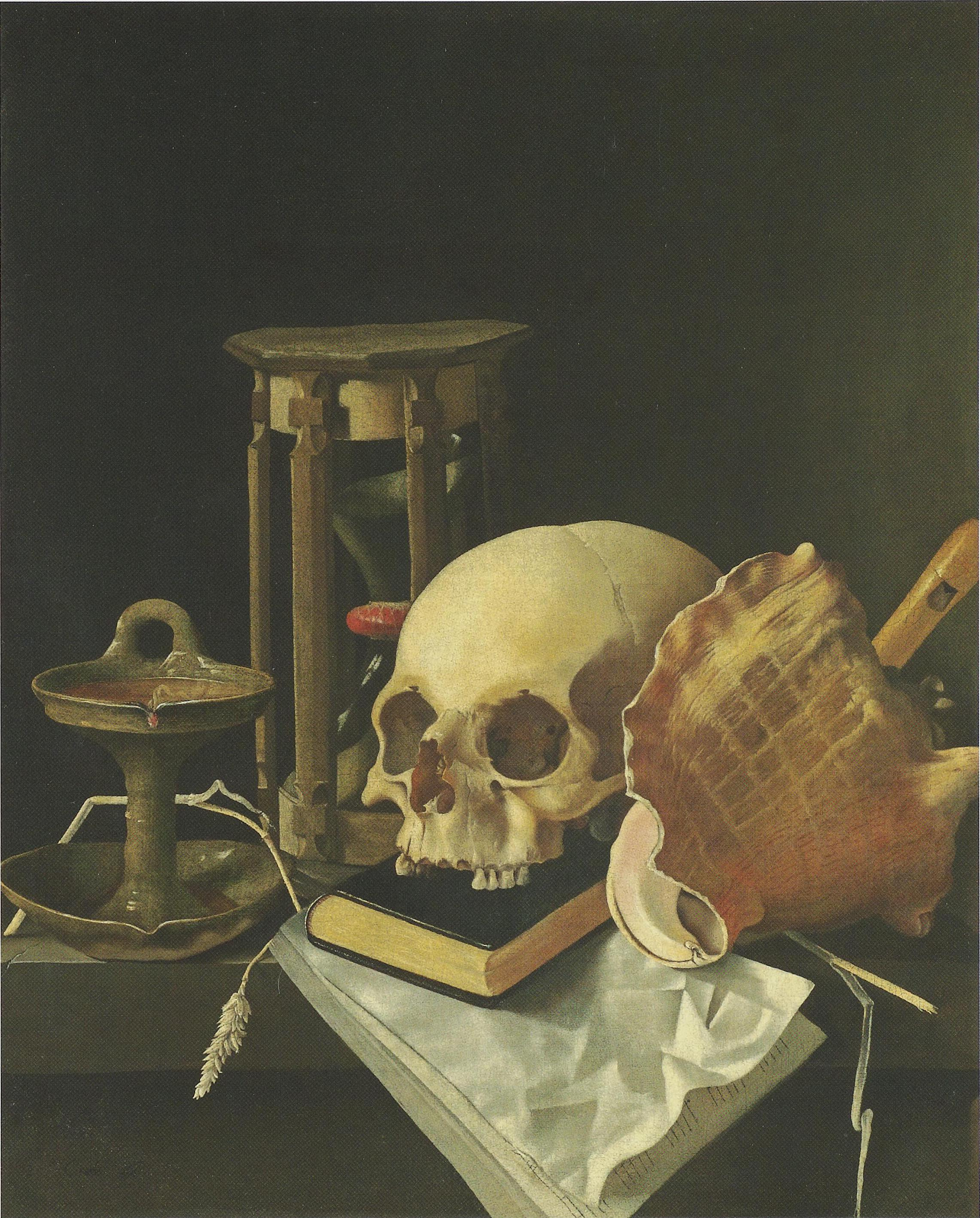
Nature morte à la vanité, 1686, collection privée.

L'œuvre connue d'Adriaen Coorte est relativement restreinte, avec un peu plus de 60 œuvres signées. Avec quelques peintures qui ne sont connues que par des descriptions plus anciennes, Bol a proposé un total de 109 œuvres de l'artiste dans son catalogue de 1977. Les peintures sont pour la plupart datées et datent des années 1683 à 1707, la majorité ayant été créée entre 1696 et 1705. Toutes montrent des natures mortes, presque sans exception, avec des fruits, des légumes, des coquillages, ou quelques vanités sur un fond sombre.
Les exceptions incluent trois premières œuvres avec des motifs de volaille dans un paysage. Outre le tableau Une poule aux poussins attribué à Coorte et daté de 1682-1683, cet ensemble comprend les œuvres signées et datées de 1683 par l'artiste, Paysage de montagne avec canards et Pélican et Canards dans un paysage de montagne. Toutes deux reprennent partiellement des motifs de Melchior d'Hondecoeter : le pélican et trois canards du tableau de d'Hondecoeter Un pélican et d'autres oiseaux près d'une pièce d'eau (Rijksmuseum Amsterdam) d'environ 1680, se retrouvent presque inchangés dans le tableau de Coorte Pélican et canards dans un paysage de montagne. En 1699, Adriaen Coorte utilise de nouveau le motif du paysage comme arrière-plan, en reprenant à nouveau un motif de d'Hondecoeter comme modèle. Dans la Nature morte avec un bouquet d'asperges, un brin de groseilles à maquereau, un bol de fraises et une huppe fasciée en arrière-plan, la huppe fasciée est une copie d'Oiseaux dans un parc d'Hondecoeter (1686, Rijksmuseum Amsterdam).
Les premiers travaux de l'artiste comprennent également trois natures mortes avec vanité bien connues, créées entre 1686 et 1688. Le thème de l'éphémère, typique des natures mortes baroques néerlandaises, est abordé par Adriaen Coorte dans ces tableaux en ajoutant des objets symboliques. Par exemple, dans la nature morte Vanité datée de 1686 (collection particulière), figurent un crâne et un sablier ; une lampe à huile indique le passage du temps. Dans la nature morte Vanité de 1687, Adriaen Coorte pointe la finitude de la vie à côté d'un crâne et d'une bougie. Nature morte à la vanité dans une niche de 1688 montre à nouveau un crâne et une lampe à huile ; le peintre a également ajouté une montre de gousset comme symbole du passage du temps. D'autres accessoires comme une pipe ou le violon d'un maître de danse représentent la volatilité de la fumée ou la musique qui s'estompe rapidement, et sont aussi des références au temps qui passe.
Ses natures mortes sont souvent disposées sur le coin d'un socle ou d'une dalle de pierre, parfois dans une niche. Avant Adriaen Coorte, des artistes néerlandais tels que Pieter Claesz et Karel Slabbaert utilisaient ces dalles de pierre - y compris les appuis de fenêtre - comme base pour leurs objets de nature morte. La pierre de Coorte est souvent entaillée ou fissurée, accentuant davantage le thème éphémère des motifs de la nature morte. Il préfère également utiliser le bord de la pierre comme emplacement pour sa signature, qui apparaît parfois comme « A. Coorte », parfois juste avec « AC ».

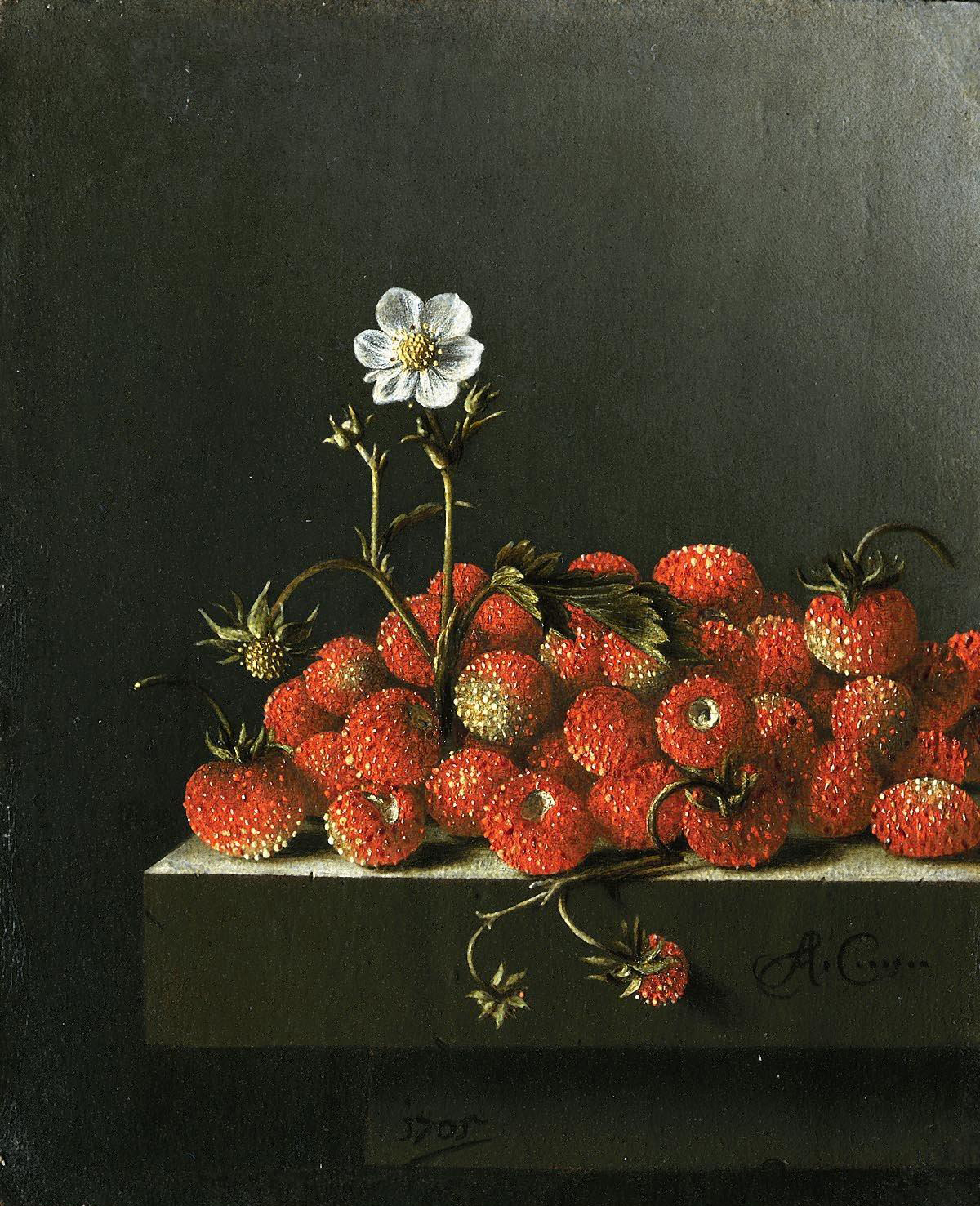
Nature morte aux fraises, 1705, Mauritshuis, La Haye.

Contrairement aux compositions complexes de fleurs et de fruits de ses collègues peintres contemporains, comme Ambrosius Bosschaert ou Balthasar van der Ast, qui ont travaillé à Middelbourg, Adriaen Coorte choisit de réduire ses peintures à quelques objets et montre une parenté dans les motifs avec les œuvres de peintres espagnols comme Juan Sánchez Cotán ou Francisco de Zurbarán. Ses natures mortes, agencées le plus simplement possible, manquent souvent d'accessoires décoratifs. Par exemple, la plus petite œuvre exécutée par Coorte, la Nature morte avec deux noix, de la taille d'une carte postale, montre les deux noix approximativement dans leur taille d'origine, avec sinon uniquement la dalle de pierre en arrière-plan.
À travers leurs sujets simples - asperges ou baies - ses peintures modestes contrastent avec les somptueuses natures mortes de la mode de l'époque. Alors que le but de ces travaux est de présenter une surabondance d'objets et de denrées alimentaires coûteux, l'attention se concentre ici sur le rendu raffiné d'un seul légume.
La répétition de certains motifs est frappante. Hormis quelques artichauts, les seuls légumes que l'on retrouve dans son œuvre sont les asperges. Dans pas moins de 13 tableaux, elles apparaissent toujours ensemble, en botte. Adriaen Coorte reproduit encore plus fréquemment des fraises dans ses peintures, un motif qu'il a peut-être déjà vu dans des peintures de Jan Jansz van de Velde (né en 1620). Ses fraises sont pour la plupart représentées dans un bol en argile, avec trois motifs clairement d'origine chinoise. Ces bols regorgent de fleurs et sont souvent décorés de la tige fleurie d'un fraisier. Les vases coûteux en porcelaine ou en argent sont absents de son œuvre, tout comme les verres précieux. Cela devient d'autant plus clair lorsque l'on compare les œuvres de Coorte avec des modèles possibles pour ses thèmes. Une botte d'asperges et un bol de fraises se retrouvent également dans un tableau d'Isaac van Duynen, qui a cependant inclus un précieux gobelet en verre avec ces fruits (Michaelis Collection, Le Cap). Il existe également de grandes similitudes entre la Nature morte au petit-déjeuner de Pieter Claesz de 1636 (musée Boijmans Van Beuningen, Rotterdam) et la Nature morte au petit-déjeuner de Coorte de 1697 : un rouleau, un poisson coupé en petits morceaux sur une assiette et un bocal en verre figurent sur les deux peintures. Alors que le verre de Coorte est très simple et émerge à peine de la semi-obscurité, celui de Claesz a des décorations élaborées et se tient dans la lumière directe. La différence entre les deux assiettes est encore plus frappante : Adriaen Coorte a choisi une simple assiette en bois, alors que Claesz a disposé le poisson sur une assiette en argent. De plus, Claesz a installé sa nature morte sur une table avec une nappe blanche au lieu d'une simple dalle de pierre.

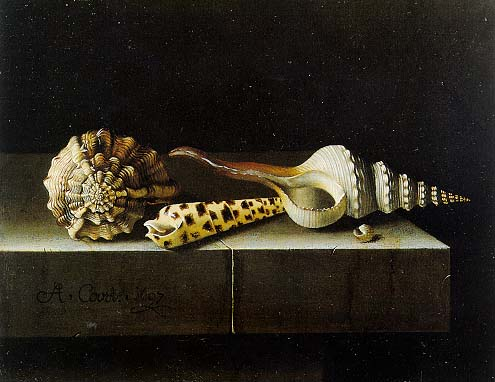
Nature morte aux coquillages, 1697, Collection particulière.

Les peintures d'Adriaen Coorte comprennent d'autres fruits comme les raisins, les groseilles, les cerises, les pêches, les abricots, les oranges et les nèfles. En revanche, les pommes et les poires sont absentes de ses toiles. En plus du motif de la noix, Coorte a également peint des tableaux avec des noisettes ou des châtaignes. De temps en temps, un papillon apparaît dans les natures mortes de fruits ; dans une peinture, il a ajouté une libellule. Ces insectes peuvent avoir une signification allégorique et pourraient représenter la renaissance, l'immortalité ou la résurrection.
Sept des peintures de Coorte sont consacrées au motif du coquillage. Une seule de ces peintures montre une petite natice (Euspira nitida), que l'on trouve également dans sa patrie de Zélande sur la mer du Nord. Tous les autres coquillages sont importés : ils sont arrivés aux Pays-Bas avec la Compagnie néerlandaise des Indes orientales ou la Compagnie néerlandaise des Indes occidentales et se sont retrouvés dans des cabinets de curiosités et d'autres collections à des prix élevés. Balthasar van der Ast a peint ces « trésors » avant Coorte vers 1630 ; des eaux-fortes avec de tels motifs de coquillages existent également dans l'œuvre de Rembrandt. Du vivant de Coorte, une série de 38 eaux-fortes du graveur sur cuivre Wenceslas Hollar, qui montrent des coquillages très détaillés sur un fond blanc uni, est particulièrement connue.

## Postérité
Le Rijksmuseum Amsterdam est le premier musée à avoir un tableau d'Adriaen Coorte dans sa collection en 1903. Il faut près de 80 ans aux écrivains pour s'intéresser à l'œuvre du peintre. En 1981, deux auteurs néerlandais se montrent admirateurs de son œuvre. Dans Lichtval, par exemple, Hans Faverey dédie un poème à Adriaen Coorte et se lance dans des peintures aux motifs de coquillages ou de fraises, terminant finalement ses pensées de nature morte par le vers « de toekomst bleef even onveranderlijk als nu » (« l’avenir est resté aussi immuable qu’aujourd’hui »). Ed Leeflang le nomme dans son livre de poésie Bewoond als ik ben (Quand je suis habité) « De schilder van asperges en frambozen » (« le peintre des asperges et des framboises »), bien que les peintures de Coorte représentent non pas des framboises mais des variétés de fraises du XVIIe siècle.

## Sélection d'œuvres
Dans ses premiers travaux, on trouve des paysages avec des oiseaux vivants inspirés par d'Hondecoeter (entre autres à Oxford) ; une vanité de 1688 à Middelbourg, et à partir de 1697, des natures mortes avec de grands coquillages de l'océan Indien ; des natures mortes intimistes de fruits, entre autres, à Amsterdam ; une nature morte de 1696 à Paris,.
- Nature morte avec asperges et groseilles rouges, 1696, huile sur toile, 34 × 25 cm, National gallery of art, Washington[9]
- Six Coquillages sur une table de pierre, 1696, papier sur bois, 15 x 22 cm, Musée du Louvre, Paris
- Cinq Coquillages sur une tranche de pierre, 1696, papier sur bois, 15 × 22 cm, Musée du Louvre, Paris[30]
- Quatre Coquillages sur une table de pierre, 1697, papier sur bois, 17 × 22 cm, Collection privée[31]
- Nature morte aux asperges, 1697, papier, 25 × 20 cm, Rijksmuseum Amsterdam[21]
- Asperges, Fraises et Groseilles, 1698, huile sur toile, 37 × 44 cm, Dordrechts Museum[32]
- Nature morte avec cinq abricots, 1704, huile sur toile (30 × 23,5 cm), Mauritshuis (La Haye)[33]
- Nature morte aux fraises des bois, 1705, papier sur bois (16,5 × 14 cm), Mauritshuis (La Haye)[34]

## Galerie

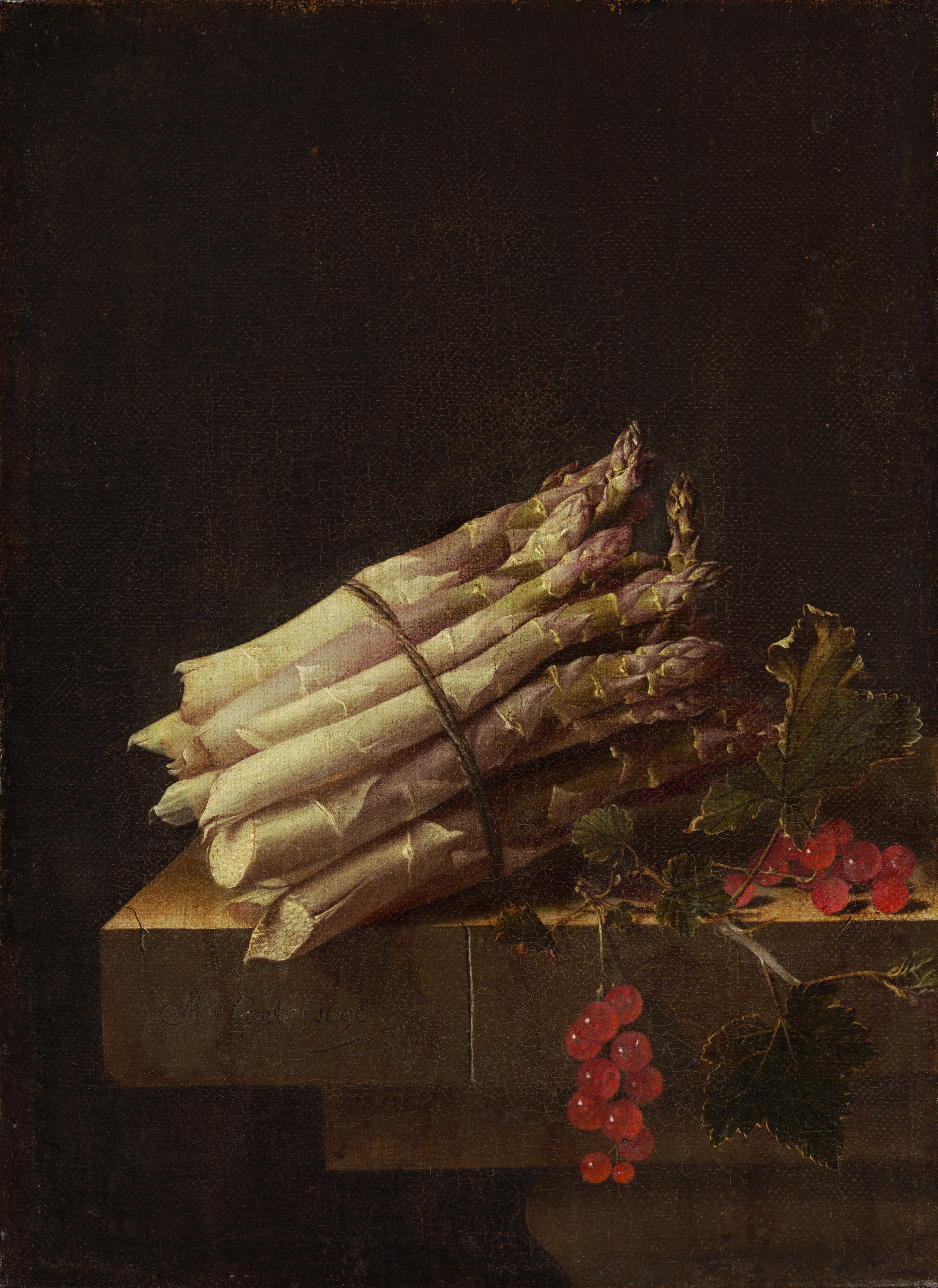
Asperges et Groseilles rouges 1696, Washington.
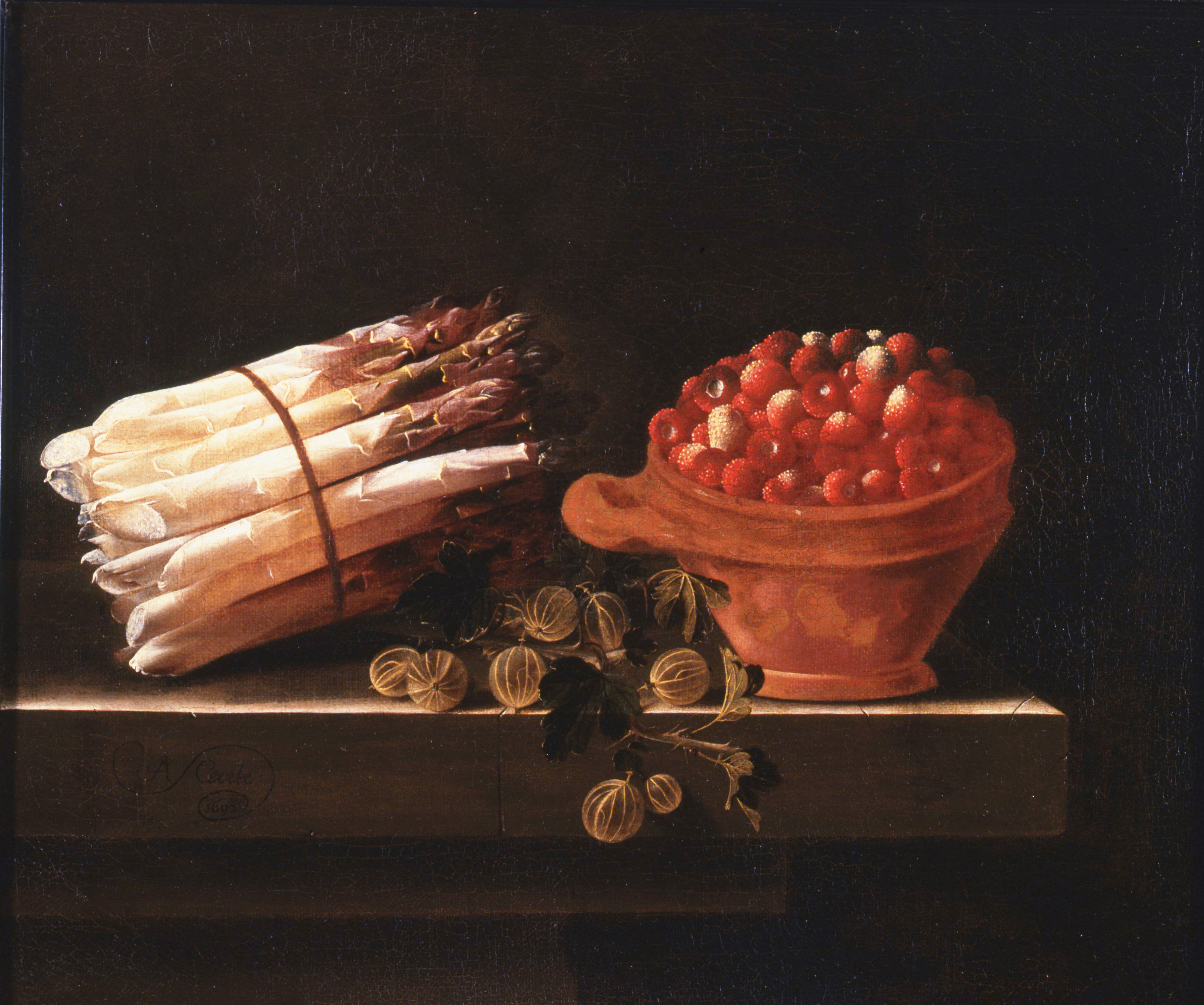
Asperges, Fraises et Groseilles, 1698 Dordrechts Museum.
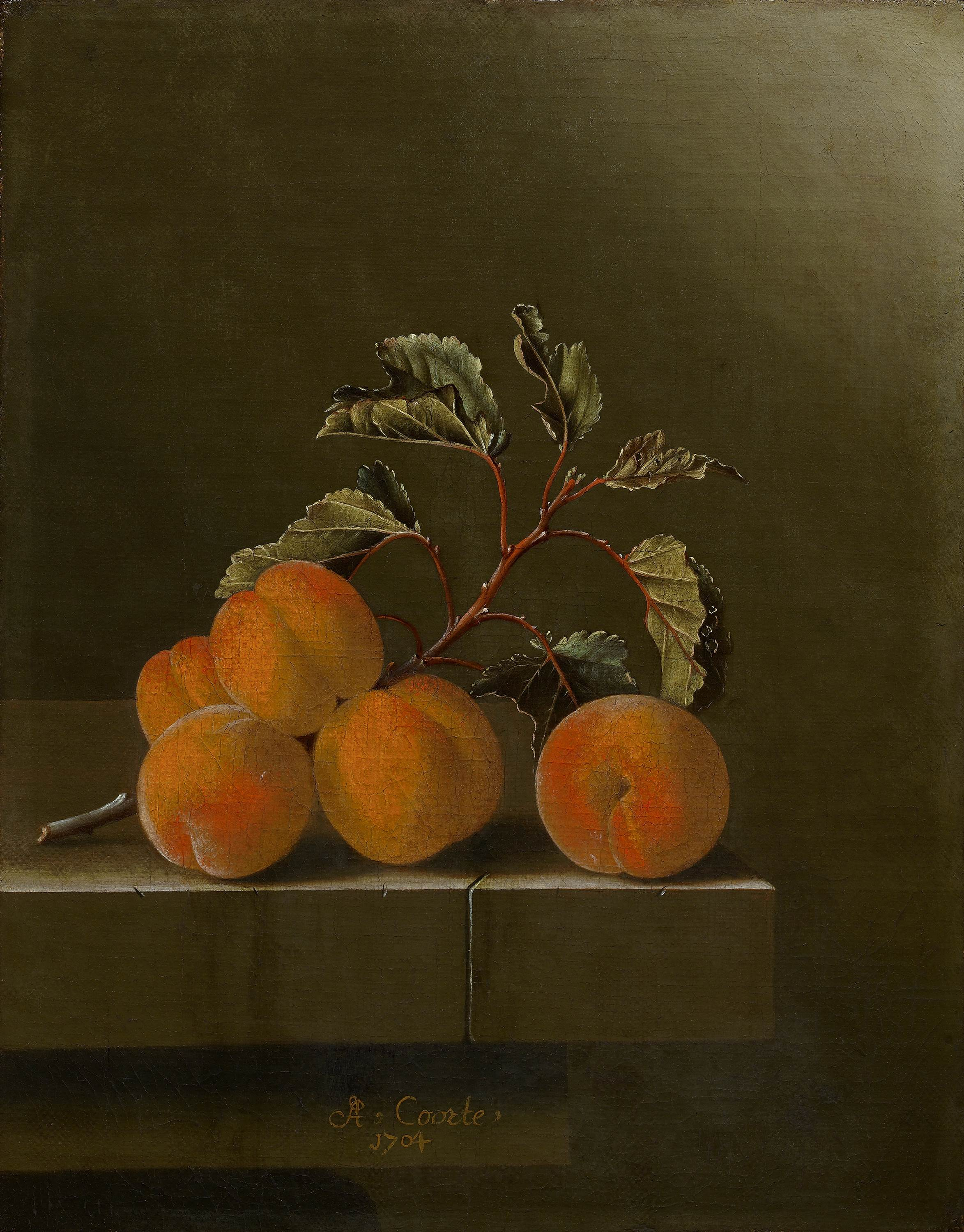
Cinq Abricots, 1704 Mauritshuis.